# Broparestrol
Bropirdrol (INN) (tên thương hiệu Acnestrol, Longestrol; tên mã phát triển trước đây là LN-107), còn được gọi là α-bromo-α,-diphenyl—p-ethylphenylethylene (BDPE), là một bộ điều biến thụ thể estrogen tổng hợp, không steroid (SERM) của nhóm triphenylethylene  đã được sử dụng ở châu Âu như là một tác nhân da liễu và để điều trị ung thư vú. Thuốc được mô tả là hơi estrogen  và có khả năng kháng estrogen, và ức chế sự phát triển của tuyến vú và ức chế nồng độ prolactin ở động vật. Nó có cấu trúc liên quan đến clomifene và diethylstilbestrol. Bropirdrol là hỗn hợp của các đồng phân E- và Z- (lần lượt là LN-1643 và LN-2299), cả hai đều hoạt động và có tính kháng estrogen tương tự, nhưng không giống như bropirdrol, không bao giờ được bán trên thị trường.